# Роберт Блејк
Роберт Блејк (енгл. Robert Blake; Бриџвотер, 15. август 1599 — Плимут, 7. август 1657) био је енглески адмирал.
По избијању првог Енглеског грађанског рата ступио је у војску Парламента. Уз Оливера Кромвела био је најистакнутији републикански командант, па је 1649. године постављен за генерала на мору и једног од команданата тада недовољно лојалне и унутрашњим слабостима расточене ратне морнарице. Одмах је ескадром помогао протеривање енглеског поморског команданта, принца Руперта из Ламанша, блокирао га 6 месеци у ирској луци Кинсејлу, а затим га прогонио до реке Тахо. Рупертову је ескадру уништио у Картахени новембра 1650. године и присилио Французе да принца уклоне из Тулона. Лети и у јесен 1651. године освојио је острва Сили и Џерзи, јако утврђене и брањене базе ројалиста и њихових гусара. У историји поморских ратова то је била прва успела операција флоте против приморских тврђава.
Реорганизацијом флоте, учвршћивањем дисциплине и унапређивањем бродоградње битно је допринео измени лика енглеске морнарице која је названа морнарицом новог типа. На челу каналске флоте напао је 29. маја 1652. године Холанђане код Довера, чиме је започео Први англо-холандски поморски рат. Ради одмазде за нападе француских гусара на енглески поморски саобраћај и рибарство, подршке ројалистима и непризнавања енглеске републике, Блејк је 7. септембра уништио једну француску ескадру испред Денкерка. Победио је 8. октобра Холанђане у бици Кентиш Нока. Потучен је 10. децембра бици код Данџнеса, али је задржао поверење владе. У тродневној бици код Портленда, фебруара 1653. године командовао је центром флоте. По завршетку рата, присилио је тосканског великог војводу и папу Александра VII да плате одштету ради својевременог подупирања принца Руперта и Холанђана.
Нападом на Порто Фелину уништио је туниску флоту (Англо-шпански рат), принудио туниског деја да пусти енглеске заробљенике и изнудио споразум о слободној пловидби. Затим је сличне споразуме склопио с Алжиром, Триполитанијом и Малтом, а с Венецијом трговачки уговор, чиме је високо подиграо углед Енглеске. Водио је борбе са мароканским гусарима, вршио војни притисак на Португалију и блокирао Кадис, а 20. априла 1657. године код Санта Крус де Тенерифе уништио под ватром обалских утврђења шпанску сребрну флоту. Изузетно храбар, Роберт Блејк је својим делима постао један од најчувенијих енглеских поморских јунака. Написао је Борбена упутства којима су дати основи енглеској поморској тактици.